# دانیلا مرندوکا
دانیلا مرندوکا (به انگلیسی: Daniela Mărănducă) ژیمناست زادهٔ ۱۷ ژوئن ۱۹۷۶ میلادی اهل کشور رومانی است.